# Viktorias husar
Viktorias husar (tyska: Viktoria und ihr Husar) är en operett i tre akter med musik av Paul Abraham. Libretto av Alfred Grünwald och Fritz Löhner-Beda efter en förlaga av Emmerich Földes (också Emric eller Imre Foeldes).

## Historia
Operetten hade premiär i Budapest den 21 februari 1930 med Abraham som dirigent. Den tyska premiären skedde den 7 juli 1930 i Leipzig och den gavs även den 23 december 1930 på Theater an der Wien i Wien. Den blev en succé och ett halvår senare sattes den även upp på Theater an der Wien med premiär den 23 december 1930. En engelsk uppsättning av Harry Graham iscensattes på Palace Theatre i London den 17 september 1931. Operetten spreds snabbt över världen och en filmversion kom redan 1931.
I Sverige sattes operetten upp av Oskar Textorius våren 1931 på Odeonteatern i Stockholm med Inez Köhler och Eric Wilkman som Viktoria och hennes husar. Köhler ersattes av Margit Rosengren och Textorius turnélade operetten i Sverige och på Svenska Teatern i Helsingfors.    

## Roller
- John Cunlight, USA:s ambassadör i Japan (bas)
- Grevinnan Viktoria, hans hustru (soprano)
- Greve Ferry Hegedüs av Dorozsma, hennes bror (tenor)
- O Lia San, hans fästmö	(subrett)
- Riquette, Viktorias kammarjungfru (subrett)
- Stefan Koltay, ungersk ryttmästare (tenor)
- Janczi, hans kalfaktor	(tenor)
- Béla Pörkölty, borgmästare i Dorozsma (baryton)
- En japansk präst (baryton)
- Tokeramo Yagani, japansk attaché (talroll)
- En rysk officer	(talroll)
- En japansk betjänt (talroll)
- Japanska kavaljerer och flickor, gäster, tjänare, kammarjungfrur, kulier, kossacker och husarer.

## Handling
Operetten utspelar sig i Sibirien, Japan och Ungern strax efter första världskrigets slut. I prologen ska hjälten, den ungerske ryttmästaren Stefan Koltay, avrättas i gryningen i ett sibiriskt fängelse. Men han rymmer, hjälpt av sin trogne kalfaktor. Hans ungerska fästmö Viktoria har gift sig med en amerikansk diplomat och bosatt sig i Tokyo, eftersom hon trodde att Stefan hade stupat. Den dödförklarade Stefan dyker emellertid upp i Tokyo och han följer ambassadörsparet till Sankt Petersburg där han åter fängslas av de ryska myndigheterna. Men Cunlight är en ädel person, som låter Viktoria skilja sig och dessutom ordnar så att Stefan friges och till sist kan de två förenas i hemlandet.   

## Kända sångnummer
- Nur ein Mädel gibt es auf der Welt
- Ja so ein Mädel, ungarisches Mädel
- An der Newa steht ein Haus
- Pardon, Madame, ich bin verliebt
- Ungarland, Donauland (eller Ungarland, Heimatland)
- Meine Mama war aus Yokohama, aus Paris ist der Papa
- Mausi, süß warst du heute Nacht
- Reich mir zum Abschied noch einmal die Hände